# Jaan Tõnisson
Jaan Tõnisson (Tänassilma, 22 de diciembre de 1868 - Tallin, 1941) fue un político estonio. Entre otros cargos fue primer ministro de Estonia entre 1919 y 1920, jefe del estado en dos etapas no consecutivas (1927-1928 y 1933) y ministro de Asuntos Exteriores entre 1931 y 1932. Además fue redactor jefe del periódico Postimees desde 1896 hasta 1935.

## Biografía
Tõnisson nació el 22 de diciembre de 1868 en una familia de granjeros de Tänassilma, condado de Viljandi, gobernación de Livonia. Después de completar la educación básica en Viljandi, se matriculó en la universidad de Tartu para estudiar Derecho. En aquella época empezó a mostrar interés por el movimiento nacionalista estonio, muy presente en Tartu, y empezó a militar en la Sociedad de Estudiantes Estonios.
En 1892, Tõnisson comenzó a trabajar en el diario Postimees, de línea editorial nacionalista y muy crítico con las políticas del Imperio ruso para asimilar al pueblo estonio. Tõnisson fue director de la cabecera desde 1896 hasta 1930, y se mantuvo como redactor jefe hasta 1935. De aquella época cultivó una intensa rivalidad con Konstantin Päts, responsable del periódico Teataja.
Jaan mantuvo su residencia entre Tartu y Tallin. En 1910 contrajo matrimonio con Hilda (1890-1970) y tuvo cinco hijos: Ilmar, Heldur, Rein, Hilja y Lagle. De todos ellos, Heldur pudo exiliarse e hizo carrera como empresario.
El político Erkki Tuomioja, exministro de Asuntos Exteriores de Finlandia, ha publicado en 2010 una biografía del estadista: Jaan Tõnisson ja Viron itsenäisyys («Jaan Tõnisson y la independencia de Estonia»).

## Trayectoria política
Después de la revolución rusa de 1905, en la que no participó activamente, Tõnisson aprovechó los derechos concedidos por el manifiesto de octubre para fundar el Partido Nacional del Progreso (Eesti Rahvameelne Eduerakond), el primer partido político dirigido al pueblo estonio. Con un ideario similar a los kadetes rusos, abogaba porque los estonios tuviesen igualdad de derechos con los rusos y los alemanes del Báltico. A pesar de que obtuvo un escaño en la Primera Duma Imperial, el órgano fue disuelto por el zar Nicolás II a los pocos meses. Los parlamentarios que protestaron esta medida, entre ellos Tõnisson, terminaron siendo arrestados y excluidos de los siguientes comicios.
El trabajo del dirigente en los años 1910 estuvo enfocado en promover escuelas de idioma estonio, ayudar a cooperativas agrícolas y desarrollar una sociedad civil estonia crítica. A raíz de la revolución de febrero en 1917, Tõnisson negoció con el gobierno provisional ruso la concesión de autonomía para Estonia, mediante su división en dos gobernaciones. Sin embargo, terminaría imponiéndose la tesis de una sola gobernación de Estonia defendida por Konstantin Päts. En ese nuevo escenario reconvirtió su formación en el liberal Partido Democrático de Estonia (EDE) y obtuvo siete escaños en la Asamblea Provincial (Maapäev). 
La Asamblea fue disuelta tras la revolución de octubre, pese a lo cual Tõnisson trabajó por su organización clandestina desde Tartu. Los bolcheviques descubrieron sus planes, le arrestaron el 4 de diciembre y terminaron desterrándole cuatro días después. El dirigente tuvo que exiliarse, y después de que se produjera la declaración de independencia de Estonia centró esfuerzos en labores diplomáticas para el reconocimiento internacional. No regresó a Estonia hasta noviembre de 1918.
Entre 1918 y 1919 fue ministro del gobierno provisional liderado por Konstantin Päts. Entre otros cometidos negoció compra de armamento con Finlandia para la guerra de independencia y participó en la delegación estona de la Conferencia de Paz de París. 

## Etapa democrática

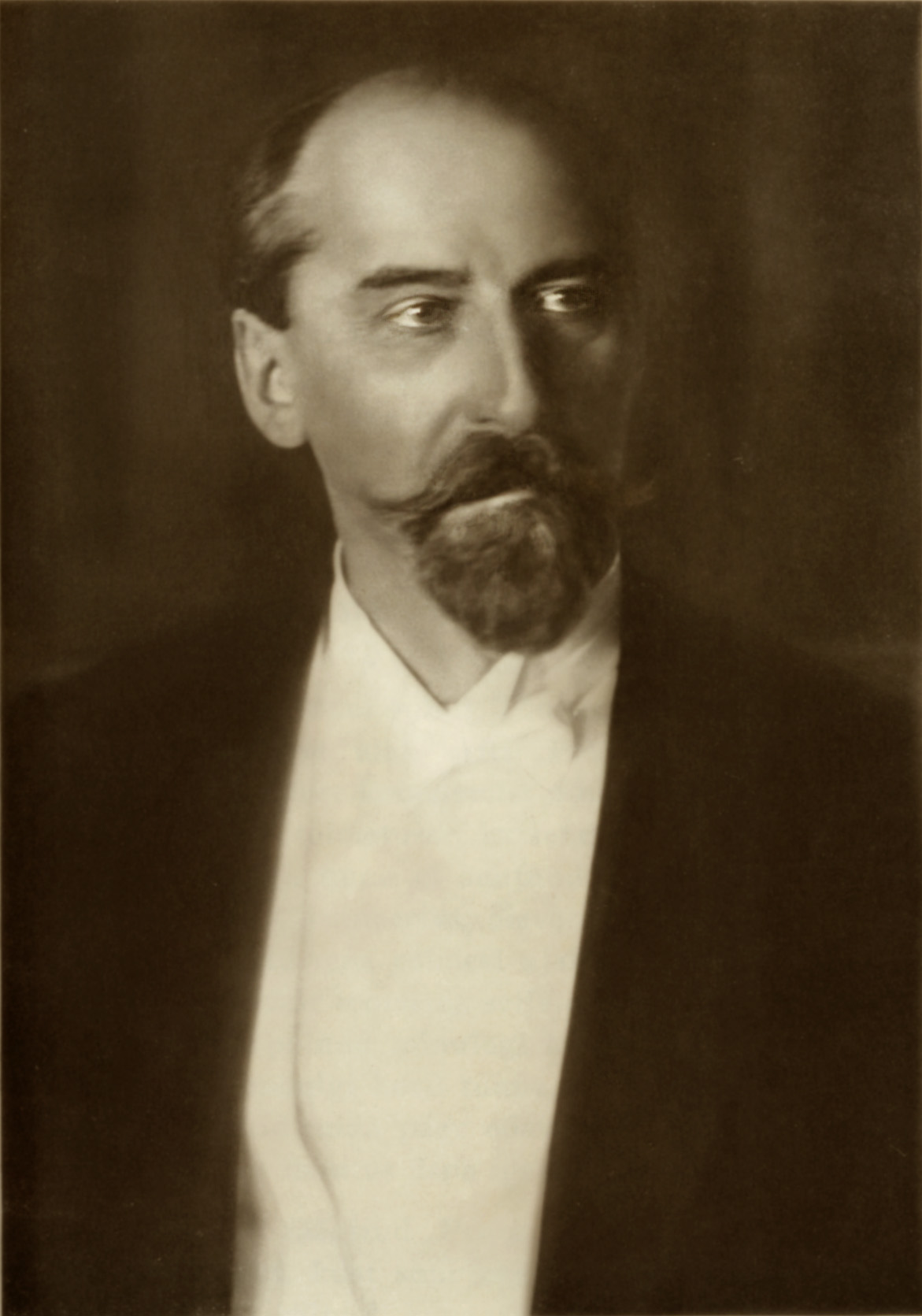
Jaan Tõnisson en 1928.

Un semestre después de las primeras elecciones constituyentes al parlamento (Riigikogu), en las que obtuvo 25 escaños por el centrista Partido Popular, Tõnisson asumió como primer ministro de Estonia el 18 de noviembre de 1919.
Tõnisson lideró un gobierno de coalición con miembros del Partido Popular, de los socialdemócratas y del Partido Laborista. La acción más importante de su gabinete fueron las negociaciones de paz con la República Soviética de Rusia, que se tradujeron en el tratado de Tartu entre Estonia y Rusia del 2 de febrero de 1920. Dicho acuerdo puso fin a la guerra de independencia luego de que los rusos renunciaran «a perpetuidad» a cualquier derecho sobre el territorio. El otro hito fue una disputa fronteriza con Letonia sobre el enclave de Valga, resuelto por mediación del gobierno británico con su división en dos ciudades: Valga (Estonia) y Valka (Letonia). A nivel personal mantuvo posiciones nacionalistas, defendía una sola autonomía cultural, y rechazaba colaborar con alemanes del Báltico u organizaciones religiosas.
El gobierno de Tõnisson resultó muy inestable: en menos de un año desde su designación, tuvo que dejar el cargo el 26 de octubre de 1920 y fue reemplazado por Ants Piip. A pesar de que el Partido Popular perdió apoyos en las siguientes elecciones, el dirigente mantuvo su relevancia en la política nacional como presidente del Riigikogu entre 1923 y 1925.
El 9 de diciembre de 1927 fue nombrado jefe del estado en un gobierno de coalición con los laboristas y los agraristas. Sin embargo, el 4 de diciembre de 1928 tuvo que dimitir por falta de apoyos y le sustituyó el socialista August Rei.
En un clima marcado por la Gran Depresión, la inestabilidad política y el auge del populista movimiento Vaps, Tõnisson asumió el Ministerio de Asuntos Exteriores en el gobierno de Konstantin Päts entre 1931 y 1932. Las diferencias entre ambos líderes sobre la gestión económica llevaron a que Tõnisson fuese proclamado jefe del estado por tercera vez el 18 de mayo de 1933. Esta vez su gobierno sólo duró cinco meses debido a la decisión de devaluar la corona estonia hasta en un 35%, y el amplio rechazo a la reforma constitucional planteada por su gobierno; el 21 de octubre fue reemplazado por Päts.
En 1934, Konstantin Päts se dio un autogolpe de estado para reforzarse en un régimen presidencialista que duraría seis años, por lo que Tõnisson se convirtió en uno de los líderes opositores al nuevo modelo. Durante la «era del silencio» su partido quedó ilegalizado e incluso él fue apartado del diario Postimees en 1935. No pudo regresar al Riigikogu hasta las siguientes elecciones parlamentarias de 1938, en esta ocasión como candidato independiente.

## Muerte

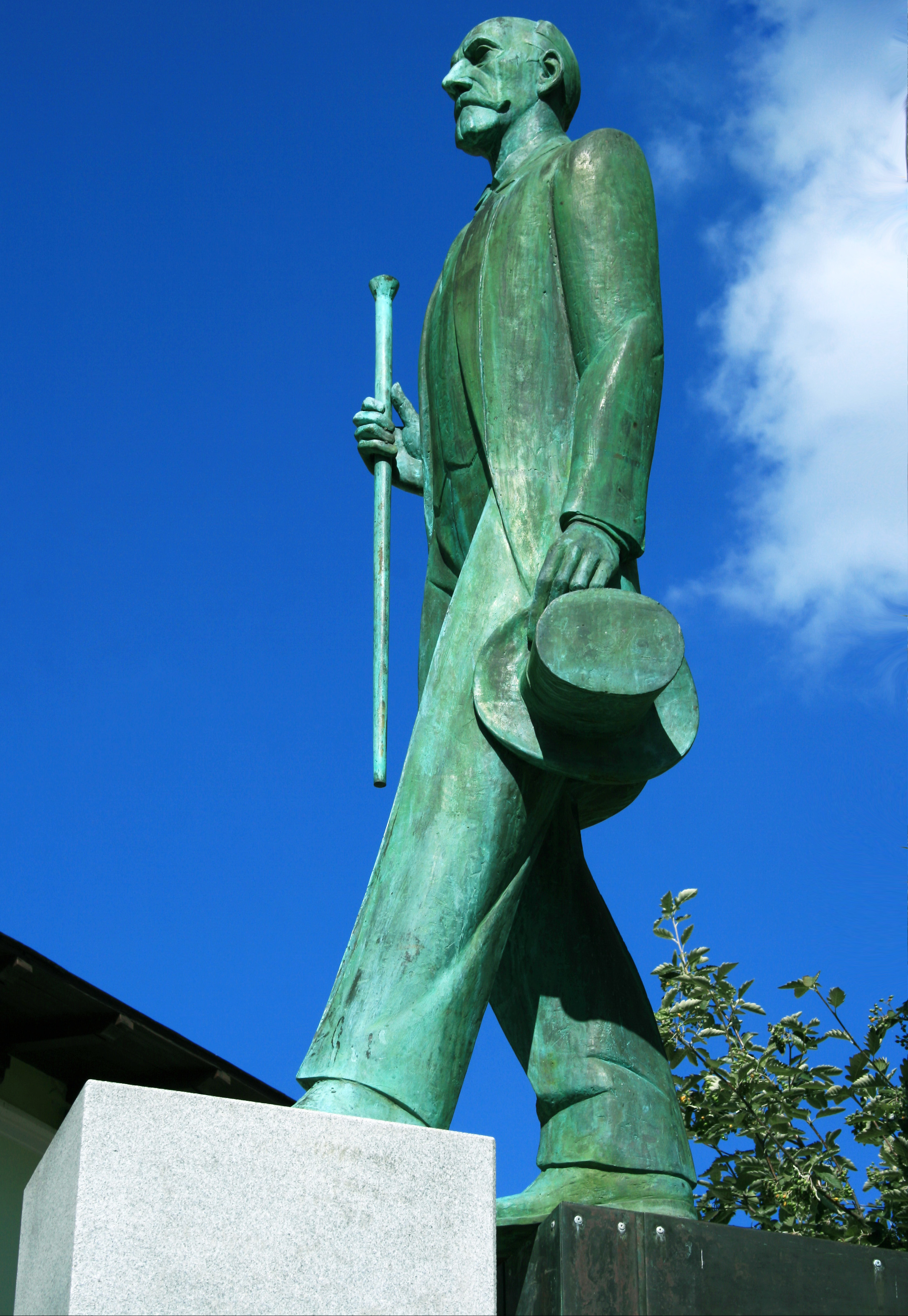
Monumento a Tõnisson en Tartu.

Con el estallido de la Segunda Guerra Mundial, Estonia se vio obligada a firmar el tratado estonio-soviético de asistencia mutua que permitía al ejército rojo establecer bases militares en suelo estonio. Un año más tarde, el país había sido ocupada por la Unión Soviética. Tõnisson se opuso a la idea de una República Socialista Soviética y trató de articular una oposición política a los nuevos dirigentes, razón por la que fue arrestado por el NKVD en diciembre del mismo año.
Se desconoce la fecha exacta del fallecimiento. La teoría más aceptada es que fue fusilado en Tallin en julio de 1941 y enterrado en una fosa común, poco antes de que el ejército alemán conquistase Estonia.